# El rapte de les sabines (Giambologna)
El rapte de les sabines o El rapte de la sabina és una escultura de Giambologna, un escultor francoflamenc actiu a Florència al segle xvi. L'escultura formava part de la col·lecció ducal de La Loggia a la Piazza della Signoria de la ciutat de Florència.
El 1581, Giambologna va començar el que es considera la seva obra mestra, El rapte de les sabines, finalitzada prop de 1582. Pel que sembla, l'escultura no va ser producte d'un encàrrec i es va portar a terme com una demostració de virtuosisme. Quan Francesc I de Mèdici va veure l'obra es va entusiasmar i va ordenar la seva instal·lació a la Loggia dei Lanzi, a prop del Palazzo Vecchio. Com que a la plaça s'hi trobava l'obra Perseu de Benvenuto Cellini, que representava el triomf del bé sobre el mal i el símbol de la victòria dels Mèdici a Florència després d'haver estat expulsats de la ciutat el 1494, l'autor va pensar un tema relacionat amb el qual batejar el seu treball, decidint-se per la història del rapte de les sabines. El nom es va posar un cop ja col·locada la peça a la plaça.

## Autor

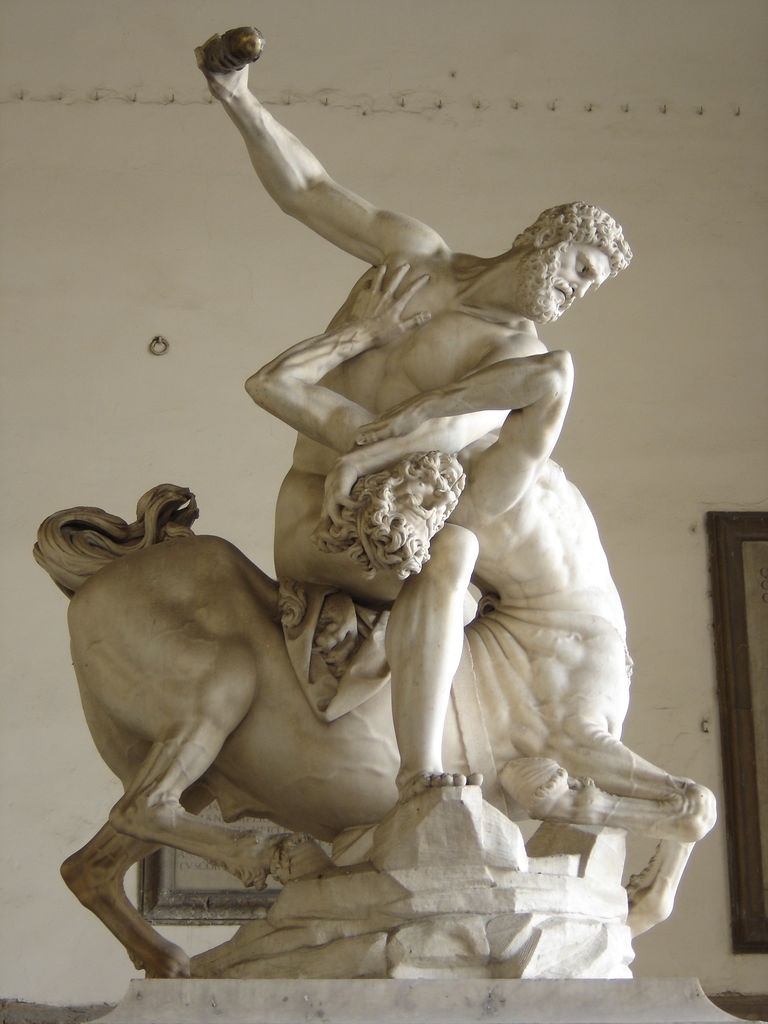
Hèrcules i el centaure Neso, obra de Giambologna on es veu l'estil manierista de l'autor

Jean de Boulogne, conegut com a Giambologna, va néixer a Flandes. Es va formar en el seu país amb l'escultor Jacques du Broeuq. Després va viatjar va romandre a Itàlia, on va realitzar la major part de les seves escultures. Quan va presentar una escultura seva a Miquel Àngel aquest la va criticar per intentar acabar-la minuciosament sense abans haver realitzat un estudi previ: aquesta lliçó no la va oblidar Giambologna que, a partir d'aleshores, va realitzar sempre una gran quantitat d'esbossos en cera o argila abans d'executar les seves obres finals; a més, sempre va tenir una certa inspiració amb l'obra del gran mestre florentí. Traslladat a Florència, les seves escultures mostren una tècnica i un tractament de l'anatomia del cos humà amb moltes referències hel·lenístiques com en el grup d'Hèrcules i el centaure Neso. A partir de 1561 va estar sota la protecció de Francesc I de Mèdici, del qual va rebre com a primer encàrrec la realització d'una gran escultura en marbre que havia de representar una al·legoria política de la Victòria de Florència sobre Pisa; Giambologna va presentar la composició de dues figures dintre d'un volum cònic amb les corbes en forma d'espiral. Una mica més tard va realitzar el grup de Samsó i el filisteu, que recorda l'admiració que sentia per Miquel Àngel. Finalment va arribar la realització de la seva gran obra mestra, El rapte de les sabines, que també va ser adquirida per Francesc I de Mèdici. Una de les seves últimes escultures va ser l'estàtua eqüestre de Cosme I de Mèdici. Va morir a Florència el 1608.
Giambologna va exercir una gran influència en els seus contemporanis, influència que perdurà també després de la seva defunció. Entre els seus deixebles i seguidors, tant a Itàlia com al Nord d'Europa, cal destacar Adrian de Vries, Hubert Gerhard, Han Reichle, Pierre Puget i Gian Lorenzo Bernini.
| Obres amb clara influència de Giambologna- El rapte de Proserpina de Gian Lorenzo Bernini - Laocoont d'Adrian de Vries - Perseu i Andròmeda de Pierre Puget |

## Història

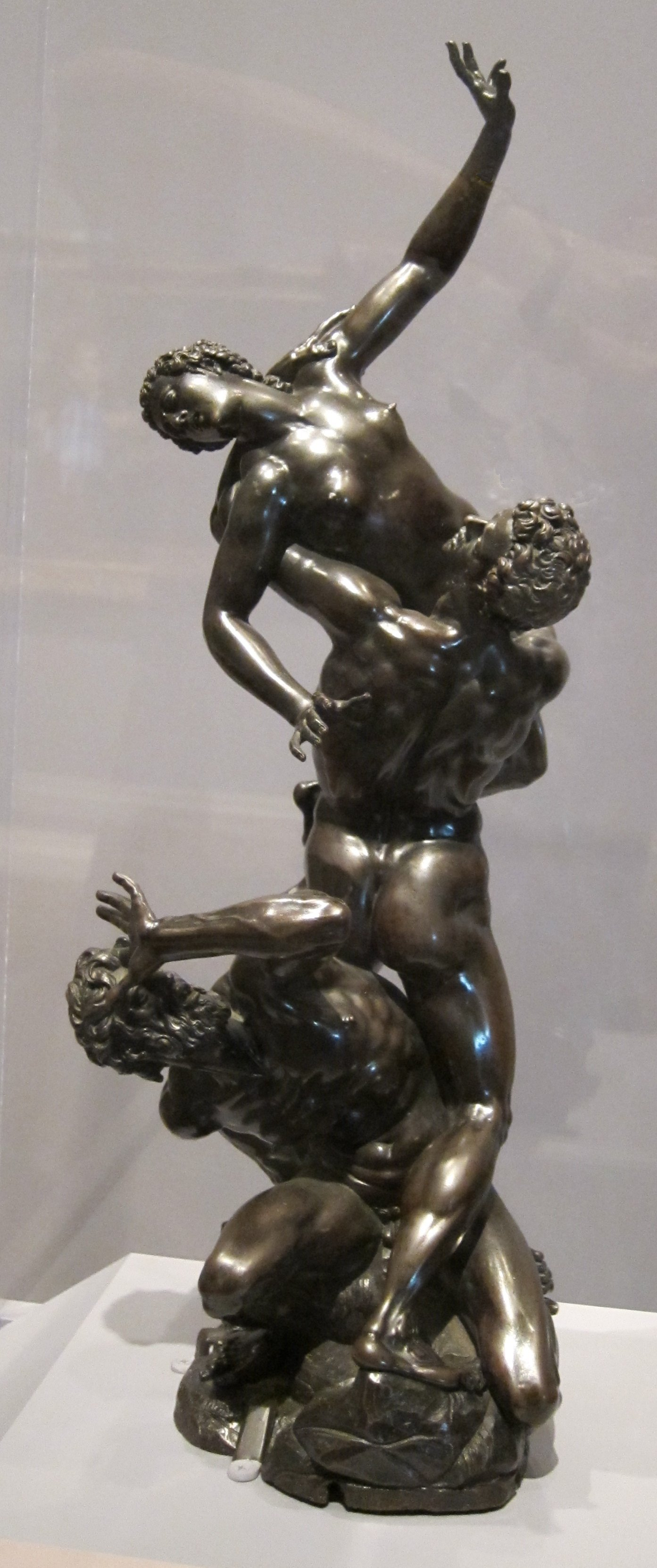
Còpia reduïda en bronze de l'obra de Giambologna, al Honolulu Academy of Arts (Hawaii)

Se sap que Giambologna va crear un grup en bronze que representa un rapte que va enviar Octavi Farnese, duc de Parma, el 1579. L'escultura mostra una iconografia molt escassa, sense accessoris ni símbols convencionals. En ella s'aprecia un home nu, amb els braços doblegats, portant una dona, també nua, sense signes aparents de lluita; els seus moviments semblen formar part d'un ballet amb les línies de composició contrastades. Basant-se en aquest grup, poc després Giambologna va tallar el gran grup. En una carta de l'any 1579, Giambologna afirmava que havia escollit aquest tema per poder demostrar les seves facultats: «[…] va ser elegit per donar camp d'acció al coneixement i a l'estudi de l'art». Per dotar al grup d'una millor base —ja que necessitava preservar la solidesa total del bloc de marbre— l'escultor va col·locar una tercera figura corbada cap a endins, cap a terra; per tant, en aquesta segona escultura es troben tres figures entrellaçades dins un mateix espai: l'home vençut a terra amb les cames doblegades cap endarrere, l'ardent romà, de peu amb l'esquena arcada, i la dona tractant d'alliberar-se amb violència. La geometria de línies, el contrast de les expressions i la varietat de volums es van combinar per fer del rapte una reflexió estètica sobre la relació de les formes dins l'espai.
El primer grup realitzat en bronze on solament es mostren dues figures es conserva al Museu Nacional de Capodimonte de Nàpols. Dos models de cera a escala petita d'aquest treball es troben actualment al Victoria and Albert Museum de Londres. Finalment, un guix del grup amb tres personatges i amb la dimensió real de l'escultura acabada, executada el 1582, es conserva a la Galleria dell'Accademia de Florència. Aquesta obra va ser reproduïda en nombroses ocasions en petit format, tant en el taller de l'artista com en altres tallers, convertint-se en una peça molt buscada pels col·leccionistes.
L'estàtua ha necessitat un cicle de restauracions, ja que a més de quedar exposada als agents naturals, va patir les accions de vàndals el 1971 i el 1978; un grup de gent sota els efectes de l'alcohol la va agredir en escalar-la per col·locar una ampolla a la mà de la jove, causant-li danys considerables. L'any 2001 va ser sotmesa a una restauració i des d'aleshores s'ha portat un control de les condicions de conservació. El 2007 s'adonaren que el marbre patia l'acció dels agents atmosfèrics malgrat una substància protectora que s'aplicava a l'estàtua. L'any 2008 es van acabar els estudis i, amb l'opinió quasi unànime dels tècnics, es va decidir el trasllat de l'obra a la Galleria dell'Accademia de Florència, i es va col·locar una còpia en el seu lloc a l'exterior.

## Descripció

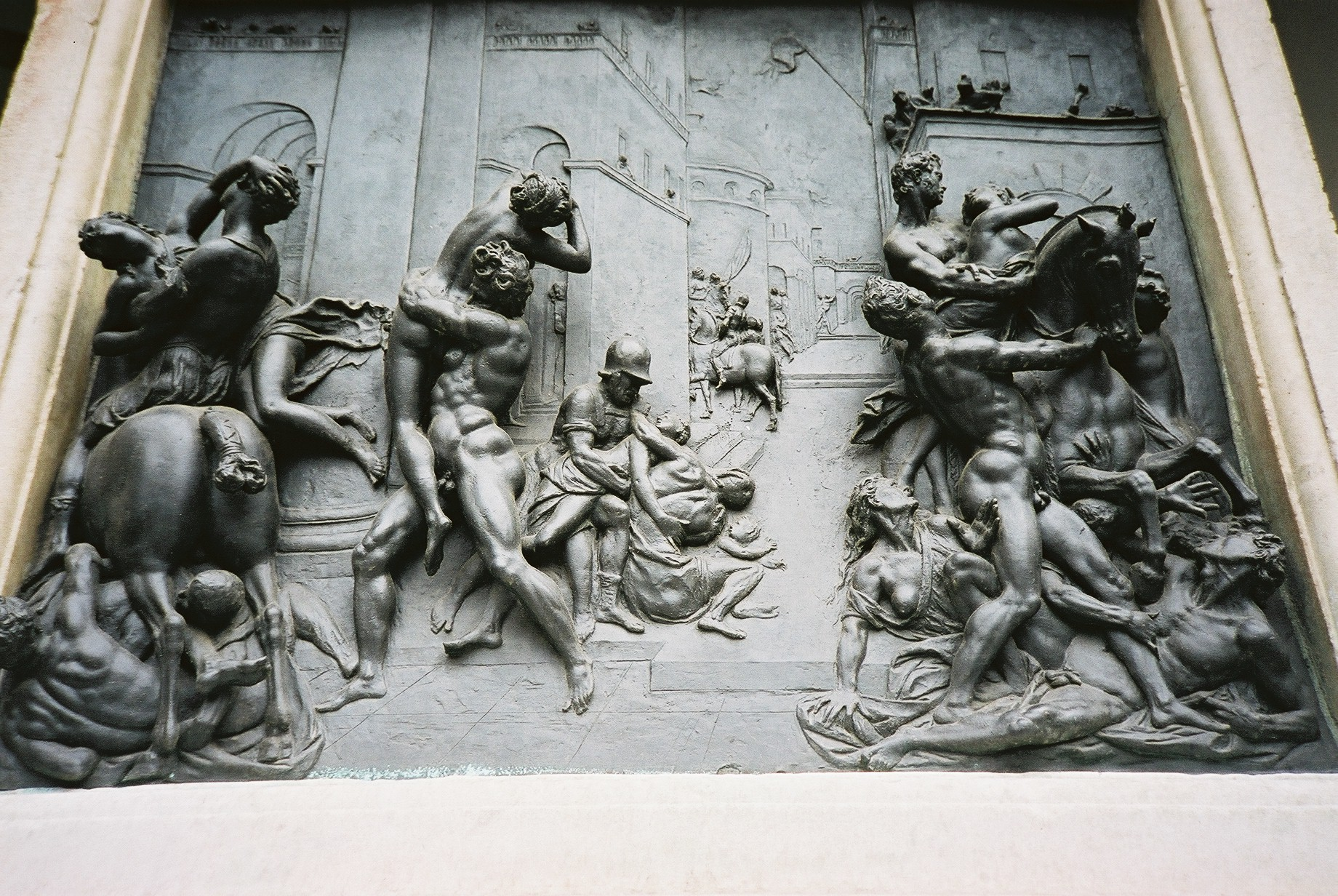
Relleu del pedestal de l'escultura

El grup escultòric mesura 410 centímetres d'alçada, està realitzat en un sol bloc de marbre blanc i està compost per tres personatges nus: un home jove que aixeca per damunt del seu cap a una dona que sembla lluitar per alliberar-se del seu segrestador, mentre atrapat entre les cames del jove es troba un home vell i vençut amb mostres de desesperació; per això l'estàtua és també coneguda com la de «les tres edats de l'home». No hi ha tensió als personatges —tampoc a la sabina segrestada— i no sobresurt res del grup escultòric de la mida de la base del bloc. Les tres figures estan unides psicològicament a través de les seves mirades i, formalment, per la posició dels seus cossos i els seus membres; aquesta disposició dona la sensació de girar al voltant d'un eix central del qual no es poden escapar.

Al pedestal hi ha una placa de bronze amb una escena en relleu del rapte; les diferents combinacions possibles entre les figures en línia serpentinata es repeteixen a diferents mides i en diferents profunditats de relleu, amb un punt de vista central arquitectònic: aquí és on es mostra millor la iconografia del tema. Aquest baix relleu és similar al que va esculpir Cellini en el pedestal del seu Perseu. El treball està signat amb les següents paraules:

## Tema
L'obra mostra l'episodi mitològic del «rapte de les sabines» per part dels fundadors de Roma. Segons la llegenda, l'escassetat de dones a Roma després de la fundació per Ròmul va fer que les cerquessin per formar famílies entre el poble dels sabins; aquests, però, s'hi van oposar i no van permetre a les seves dones que es casessin amb els romans. Els romans, llavors, van planejar el seu rapte durant un gran festival que Ròmul va organitzar: van assistir a diferents pobles dels voltants, entre ells els sabins, i durant aquesta festa els romans van raptar a les dones sabines. Per recuperar a les dones, el llegendari rei sabí de Cures, Titus Taci va declarar la guerra a Roma, però les dones, ja casades i amb fills, es van interposar entre els combatents i els sabins van desistir de lluitar. Després d'aconseguir la pau, Titus Taci s'associà amb Ròmul, al qual concedí la mà de la seua filla Hersília.
Aquesta llegenda demostra la influència sabina a la vida romana; en paraules de Plutarc: 
| «                                           | Dura també fins ara el fet que la núvia no passi per si mateixa el llindar de la casa, sinó que la introdueixin enlaire: perquè aleshores (les sabines) no van entrar, sinó que les van portar per força. | » |
| — Plutarc, Vides paral·leles, Ròmul XVI, XV | |   |

## Anàlisi de l'obra

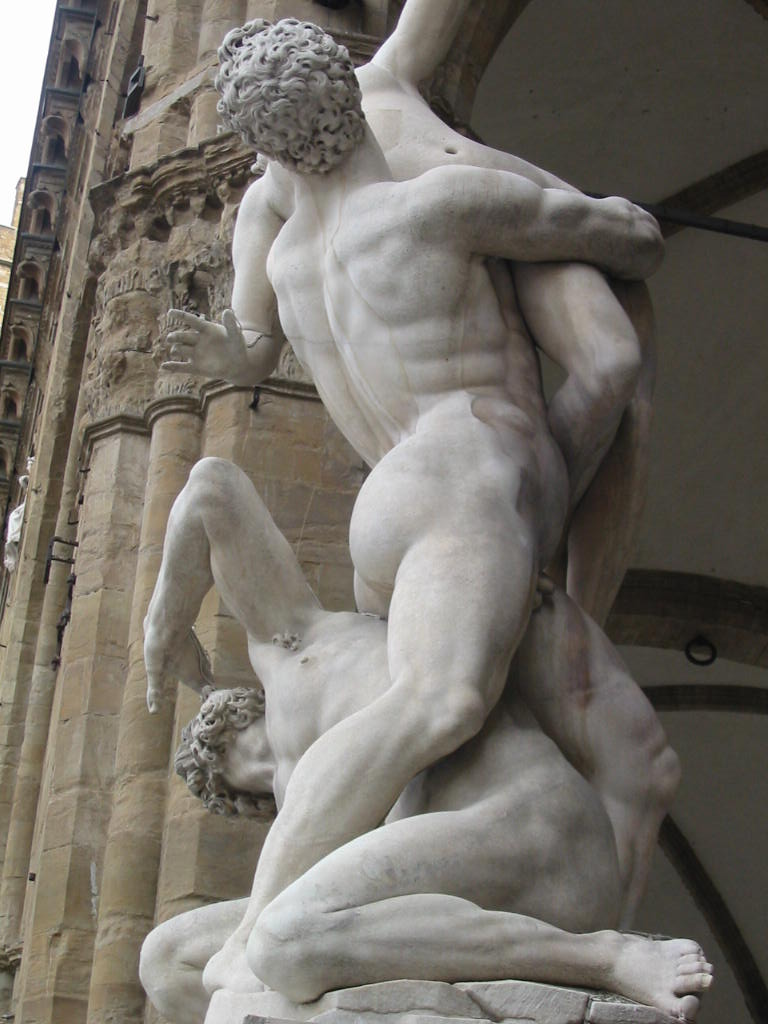
Detall de l'obra El rapte de les sabines

L'obra d'El rapte de les sabines és, tècnicament, una gesta; la gran dificultat rau en la representació del grup, tallada en un sol bloc de marbre on l'artista va col·locar en una base a tres persones, els cossos de les quals estan disposats en una línia serpentinata, que en la seva composició inclou una sèrie d'espirals i remolins. Aquest grup és un treball manierista amb les característiques pròpies d'aquest moviment: figures allargades amb posats artificials i la representació d'oposats naturals com home i dona, bellesa i lletgesa, vellesa i joventut, victòria i derrota.
La composició, de gran originalitat, és una contribució magistral a la solució d'un problema estètic en debat des de dècades; aquest problema havia estat presentat formalment per Benedetto Varchi a la seva obra Inchiesta (1546) i tractava la disputa sobre la superioritat de l'escultura o de la pintura. Els defensors de l'escultura van argumentar que era superior, perquè oferia més d'un punt de vista a l'espectador, i Benvenuto Cellini va comentar que una estàtua ideal no hauria de tenir menys de vuit angles satisfactoris.
Aquest debat va ser la inauguració d'una nova forma de veure el diàleg entre l'art i l'espectador, exigint una major participació, un seguiment més actiu en la contemplació dels diversos angles, no només del pla frontal com succeeix a la pintura. El rapte de Giambologna és una composició que presenta un moviment helicoidal que pot ser vist des de qualsevol angle, una tipologia que havia estat proposada per Leonardo da Vinci i explorada per Michelangelo amb la seva escultura Geni de la Victòria, tot i que l'obra mostra una clara visió frontal. La peça de Giambologna és la primera gran obra d'art en resoldre satisfactòriament tots els angles i oferir punts d'interès des de qualsevol posició d'observació.

## Altres interpretacions artístiques
Una de les llegendes romanes que més s'ha interpretat en la història de l'art ha estat la del rapte de les sabines. A partir del renaixement va ser interpretat com una història que simbolitzava la importància del matrimoni per a la continuïtat de les famílies i cultures; va ser un estrany exemple dins del gènere de les batalles històriques que als artistes els va permetre demostrar el seu saber pel que fa a la composició i al domini de l'anatomia artística.
- Pietro da Cortona, pintà diversos quadres mitològics i el 1629 va realitzar El rapte de les sabines, obra que es troba als Museus Capitolins de Roma.
- Peter Paul Rubens va pintar una versió del tema entre els anys 1635 i 1640; es troba a la National Gallery de Londres.
- Nicolas Poussin va realitzar dues obres: El rapte de les sabines (entre 1634 i 1635), que es conserva al Metropolitan Museum of Art de Nova York; i el quadre La violació de les sabines, realitzada a continuació (entre 1636 i 1637, que es troba al Museu del Louvre), on algunes figures són molt similars i l'arquitectura del fons està més desenvolupada.
- Johann Heinrich Schönfeld també va realitzar dues pintures amb aquest mateix tema: una el 1633-1639 i la següent versió del 1640, ambdues amb el títol El rapte de les sabines. Estan conservades al Museu de l'Ermitage de Sant Petersburg.
- Jacques-Louis David, va pintar La intervenció de les sabines, en la que representa un moment dramàtic, quan les sabines intervenen per aconseguir la pau entre els seus familiars sabins i els romans, ja convertits en els seus marits. És de l'any 1799 i es troba al Museu del Louvre.

| Obres amb el tema El rapte de les sabines- Pietro da Cortona, 1629 als Museus Capitolins - Johann Heinrich Schönfeld, 1633-39 al Museu de l'Ermitage - Johann Heinrich Schönfeld, 1640 al Museu de l'Ermitage - Nicolas Poussin, 1637-38 Museu del Louvre - Jacques-Louis David, 1799 al Museu del Louvre |

- Pablo Picasso va realitzar diverses versions d'El rapte de les sabines entre 1962 i 1963, basant-se en la pintura de Jacques-Louis David i mostrant diversos moments de la llegenda. La pintura que pertany al Museu de Belles Arts de Boston mostra un moment de crueltat entre la lluita de Ròmul i Taci que ignoren la súplica de les dones i trepitgen amb el cavall a Hersília i el seu fill.[16]
- Stephen Vincent Benét, un escriptor estatunidenc, va escriure un relat curt, The Sobbin' Women, sobre el rapte de les sabines, el qual més tard va ser adaptat en la pel·lícula musical, Set núvies per a set germans.
- L'any 2006 Eve Sussman va realitzar la pel·lícula El rapte de les sabines, sense diàleg, que mostra el tema dins d'un context modern.[17]